# British and Irish Cup
Der British and Irish Cup ist ein Wettbewerb im Rugby Union, an dem Mannschaften aus England, Wales, Schottland und Irland teilnehmen. Er wurde erstmals in der Saison 2009/10 ausgetragen. 2015/2016 wurde der Cup zum siebten Mal ausgetragen.

## Modus
Zunächst werden die 24 Mannschaften in vier Gruppen à sechs Teams eingeteilt, wobei jede Mannschaft einmal gegen jede andere spielt. Die Gruppen werden nach geographischen Aspekten zusammengestellt, so dass weite Reisen für die Zuschauer der Gastmannschaften entfallen. Die Gruppensieger treffen im Halbfinale aufeinander und bestimmen dort die Finalpaarung.

## Teilnehmer 2009/10
An der ersten Ausgabe nahmen folgende Mannschaften teil:
Gruppe A
- Exeter Chiefs
- Leinster A
- Cornish Pirates
- Newport RFC
- Plymouth Albion RFC
- Scottish Thistles

Gruppe B
- Coventry RFC
- Bristol Rugby
- Heriot’s RFC
- Munster A
- Neath RFC
- Nottingham RFC

Gruppe C
- Aberavon RFC
- Bedford Blues
- Llanelli RFC
- London Welsh
- Moseley RFC
- Ulster A

Gruppe D
- Ayr RFC
- Birmingham & Solihull RFC
- Cardiff RFC
- Doncaster RFC
- Pontypridd RFC
- Rotherham Titans